# جواو فيليبي بيريرا فريتاس
جواو فيليبي بيريرا فريتاس (4 يونيو 1992 في البرتغال - ) هو لاعب كرة قدم برتغالي في مركز الدفاع.

## وصلات خارجية
- جواو فيليبي بيريرا فريتاس على موقع قاعدة بيانات كرة القدم.إي يو (الإنجليزية)
- جواو فيليبي بيريرا فريتاس على موقع Soccerway.com (الإنجليزية)